# Quilão de Esparta
Quilão ou Quílon de Esparta (Χείλων; século VI a.C.) foi um lacedemônio e um dos Sete Sábios da Grécia.

## Vida
Quilão era filho de Damágeto, e viveu em direção ao início do século VI a.C. Heródoto fala dele como contemporário de Hipócrates, o pai de Pisístrato, e Diógenes Laércio declara que ele era um homem velho na 52ª Olimpíada (572 a.C.), quando estava no apogeu o fabulista Esopo, e que ele foi eleito éforo em Esparta na 56ª Olimpíada (556/5 a.C.). Alcidamas declarou que ele era um membro da assembléia espartana. Diógenes Laércio vai mesmo tão longe como clamar que Quilão foi também a primeira pessoa que introduziu o costume de unir-se os éforos aos reis como seus conselheiros. Diógenes informa que ele morreu devido ao excesso de alegria quando seu filho ganhou o prêmio de boxe nos Jogos olímpicos somado à fraqueza decorrente de sua idade avançada, e que seu funeral foi atendido por todos os gregos reunidos em assembléia no festival.
Diz-se que Quilão ajudou a sobrepujar a tirania em Sicião, que tornou-se um aliado espartano. Ele também é creditado com a mudança em política espartana levando ao desenvolvimento da Liga Peloponésia no século VI a.C.
Diógenes Laércio descreve-o como um escritor de poemas elegíacos, e atribui muitos ditados a ele:
- "Não fales mal dos vizinhos, pois quem fizer isso ouvirá a propósito de si mesmo coisas que lamentará."
- "Visita mais depressa os amigos na adversidade que na prosperidade."
- "Não falar mal dos mortos."
- "Honrar idade velha."
- "Preferir punição a ganho desgraçado; pois a primeira é dolorosa somente uma vez, porém o outro para o resto da vida."
- "Não rir de uma pessoa em infortúnio."
- "Se um é forte seja também piedoso, de forma que seus vizinhos possam respeitá-lo em vez de temê-lo."
- "Aprender como regular bem a casa própria de um."
- "Não permitir que a língua de um sobreponha-se ao senso de um."
- "Restringir ira."
- "Não desgostar de divinação."
- "Não desejar o que é impossível."
- "Não fazer muito tumulto no caminho de um."
- "Obedecer as leis."
- "Cultiva a tranqüilidade."

Segundo Diógenes Laércio, em sua estátua havia a seguinte inscrição:
"Esparta coroada de lanças gerou este Quilão, o primeiro dos Sete Sábios em sapiência".

## Leitura posterior
- (em alemão) Kiechle, Franz: Chilon. Em: Der Kleine Pauly, Bd. 1 (1964), Sp. 1146.
- (em inglês) Huxley, G.L.. Early Sparta, 1962
- Diógenes Laércio, As Vidas e Opiniões dos Filósofos Eminentes
- Plínio, o Velho, 7, c. 33.
- Paula, E. Simõnes de (1957). Revista de história, Edição 14;Edições 29-30. [S.l.]: USP